# 津屋尚
津屋 尚（つや ひさし）は、日本のジャーナリスト。NHK解説委員。英国王立防衛安全保障研究所客員研究員、海上保安庁政策アドバイザー等も歴任した。

## 人物・経歴
岐阜県出身。南山大学文学部独文学科卒業。NHK名古屋放送局記者、NHK横浜放送局記者、NHK国際部デスク、英国王立防衛安全保障研究所客員研究員等を経て、2012年NHK解説委員。2017年海上保安庁政策アドバイザー。専門は軍事、安全保障、海洋。2020年8月NHK山口放送局放送部長に赴任。2022年NHK解説委員に復帰。
1994年（平成6年）4月26日、名古屋空港で起きた中華航空140便墜落事故では、事故の第一報を現場から電話で伝えた。

## 担当番組
- Nらじ
- NHKニュースおはよう日本（ここに注目）[2]
- ニュースシブ5時
- 時論公論[3]
- キャッチ!世界のトップニュース[4]